# Генуции
Генуции (лат. Genucii) — древние римские патрицианский и плебейский роды. Деятельность и патрицианских, и плебейских Генуциев начинается в эпоху ранней республики во время борьбы плебеев за равноправие с патрициями, находились они при этом по разные стороны противостояния. В позднейшее время упоминания о патрицианских Генуциях исчезают, плебейские же Генуции активно участвуют в политической жизни Рима (неоднократно становясь консулами) вплоть до Пунических войн.

## Родовые имена
Среди Генуциев (как патрицианских, так и плебейских) использовались имена Луций (лат. Lucius), Тит (лат. Titus), Марк (лат. Marcus), Гней (лат. Gnaeus), Гай (лат. Gaius).

## Ветви рода
В роду патрицианских Генуциев выделяют семью Авгурин (Augurinus) — от лат. augur (жрец-авгур), возможно, указывает на исполнение ранними представителями данной семьи обязанностей авгуров. Среди плебейских Генуциев известны фамилии Авентинен (Aventinensis) — происходит от названия Авентинского холма, места, куда удалялись плебеи во время их борьбы против патрициев за свои политические и социальные права; и Клепсина (Clepsina).

## Представители рода

### Патрицианские семьи Генуциев
- Тит Генуций Авгурин — консул Рима в 451 до н. э. (вместе с Аппием Клавдием), децемвир этого года для составления законов[1];
- Марк Генуций Авгурин — консул 445 года до н. э. совместно с Гаем Курцием Филоном[2];
- Гней Генуций Авгурин — консулярный трибун в 399[3] и 396 годах до н. э[4]. Погиб в боях с фалисками[4].

### Плебейские семьи Генуциев
- Тит Генуций — народный трибун Римской республики 476 года до н. э., предложивший земельный закон (вместе с Квинтом Консидием) и привлёкший к суду Тита Менения Ланата, обвинив его в гибели укрепления под Кремерой[5][6];
- Гней Генуций — плебейский трибун в 473 до н. э. Отстаивая принятие земельного закона, привлёк к суду консуляров Луция Фурия Медуллина и Авла Манлия Вульсона. За день до суда Гней Генуций был найден мёртвым в собственной постели, в связи с чем суд был прекращён[7][8];
- Луций Генуций Авентинен — консул в 365 и 362 годах до н. э. совместно с Квинтом Сервилием Агалой[9]. Погиб в войне с герниками, попав в засаду, устроенную врагом[10];
- Гней Генуций Авентинен — консул 363 года до н. э. вместе с Луцием Эмилием Мамерцином[11][12]);
- Луций Генуций — член коллегии народных трибунов в 342 до н. э. Внёс в сенат законопроект, запрещавший ростовщичество[13][14];
- Луций Генуций Авентинен — консул Республики в 303 г. до н. э. (вместе с Сервием Корнелием Лентулом[15]);
- Гай Генуций — один из пяти авгуров, наряду с Публием Элием Петом, Марком Минуцием Фезом, Гаем Марцием и Титом Публилием, впервые избранных из плебейского сословия в 299 году до н. э[16].;
- Гай Генуций Клепсина — консул в 276 (вместе с Квинтом Фабием Максимом Гургитом) и 270 (с Гнеем Корнелием Блазионом) годах до н. э.;
- Луций Генуций Клепсина — консул 271 года до н. э., ставший коллегой патриция Кезона Квинкция Клавда. Брат предыдущего;
- Генуций — народный трибун 241 года до н. э., оскорблённый фалисками, что явилось поводом к войне с ними[17];
- Луций Генуций — один из римских послов к Сифаксу, царю западных нумидян[18];
- Марк Генуций (ум. 193 до н. э.), военный трибун II легиона, погибший в 193 году до н. э. в войне против бойев[19].